# Drepanogynis discolor
Drepanogynis discolor là một loài bướm đêm trong họ Geometridae.